# We'll Meet Again
"We'll Meet Again" là một bài hát ra mắt năm 1939 của ca sĩ người Anh Vera Lynn do hai nhạc sĩ người Anh là Ross Parker và Hughie Charles sáng tác nhạc và viết lời. Đây là một trong những bài hát nổi tiếng nhất trong giai đoạn Chiến tranh thế giới thứ hai, và nói lên được tâm trạng của những người lính ra đi để chiến đấu cũng như gia đình và những người thân yêu của họ.
Bài hát được hãng thu âm Michael Ross Limited, với các giám đốc Louis Carris, Ross Parker và Norman Keen, sản xuất. Bản thu âm gốc của bài hát có sự góp mặt của Vera Lynn cùng với Arthur Young trên Novachord, trong khi bản thu âm lại vào năm 1953 có phần phối nhạc xa hoa hơn và phần hợp xướng của các quân nhân thuộc Quân đội Anh.

## Những lần được trình bày
- Nhiều nghệ sĩ đã thu âm bài hát này.[4]
- Theo truyền thống, bài hát này được phát vào ngày 5 tháng 5 để kết thúc của Buổi hòa nhạc Ngày Giải phóng ở Amsterdam, là ngày đánh dấu sự kết thúc của Thế chiến thứ hai ở Hà Lan, khi quốc vương rời buổi hòa nhạc trên một chiếc thuyền.[5]
- Johnny Cash đã thu âm một phiên bản trong album American IV: The Man Comes Around năm 2002, là album cuối cùng được phát hành trong cuộc đời của nghệ sĩ này.
- Trong tập cuối cùng của chương trình  truyền hình The Colbert Report, bài hát này đã được Stephen Colbert hát cùng với các thành viên trong gia đình và rất nhiều khách mời nổi tiếng nhất trong chương trình của ông với một nhịp độ vui tươi hơn.[6][7]